# 高屋村 (岐阜県)
高屋村（たかやむら）はかつて岐阜県本巣郡に存在した村である。
現在の本巣郡北方町高屋、高屋石末、高屋伊勢田、高屋条里、高屋白木、高屋太子、高屋勅使、高屋分木などに該当する。

## 歴史
- 江戸時代、この地域は磐城平藩領であった。
- 1889年（明治22年）7月1日 - 町村制により、高屋村が発足。
- 1897年（明治30年）4月1日 - 生津村、馬場村、柱本村が合併し、生津村が発足。同日高屋村は廃止。